# حكاية الظلال
حكاية الظلال هو فيلم إثارة إماراتي صدر 2017 من إخراج وتأليف طارق الكاظم وإنتاج يونجي هان. الفيلم من بطولة تشوكا إيكويجو، وريك آبي، وأرزو نيوويرث، وألمير أغميرين. عُرض الفيلم في جميع أنحاء دولة الإمارات العربية المتحدة، وتم تصوير مُعظم أحداثه في ضواحي الدولة. يُتبع الفيلم في التكملة حكاية الظلال: الأوهام.

## طاقم التمثيل
- تشوكا إيكويغو في دور البستاني
- أرزو نيوويرث في دور المرأة ذات الرداء الأبيض
- ريك آبي في دور غاريت
- ألمر أغميرين في دور الحارس
- ديجانا ديفجاك في دور ماري

## القصة
تدور أحداث القصة حول الشاب حمدان الذي يتوجه إلى مزرعة نائية، بهدف معرفة أسباب وفاة والد جريس، ويُحاصر في المزرعة وتحاول زوجته ميثاء البحث عن زوجها. يتم عرض القليل من المشاهد التي يسافر فيها الممثل الرئيسي من دبي إلى الإمارات العربية المتحدة.